# فرزان ازپتک
فرزان ازپتک (ترکی استانبولی: Ferzan Özpetek؛ زادهٔ ۳ فوریهٔ ۱۹۵۹، ترکیه) فیلم‌نامه‌نویس و کارگردان ترک-ایتالیایی است.